# 伊萬·弗蘭季奇
伊萬·弗蘭季奇（Ivan Frankie Franjic）是澳大利亞的一位職業足球員，司職右後衛或者邊鋒，現效力於澳職球隊麥克阿瑟，曾經效力於澳洲職業足球聯賽的布里斯本獅吼足球俱樂部。他也代表澳大利亞國家足球隊參加比賽，並且入選了2014年巴西世界杯澳大利亞的23人大名單。

## 榮譽

### 球會
布里斯本獅吼
- 澳大利亞職業足球聯賽 冠軍：2010/11、2013/14
- 澳大利亞職業足球聯賽 季後賽冠軍：2010/11、2011/12、2013/14

### 國際賽
澳洲隊
- 亞足聯亞洲盃 冠軍：2015年

## 外部連結
- （俄文）Torpedo Moscow profile